# Patrice Hauret
Patrice Hauret (1977) é um matemático francês, que trabalha com métodos numéricos em mecânica.

## Formação e carreira
Hauret estudou na École Polytechnique, onde obteve em 2004 um doutorado, orientado por Patrick Le Tallec, com a tese Méthodes numériques pour la dynamique des structures non linéaires incompressibles à deux échelles. Obteve a habilitação em 2011 (Contributions to the dynamic analysis of multiscale structures).
Recebeu o Prêmio Felix Klein de 2016.